# تیم ملی بسکتبال مردان سورینام
تیم ملی بسکتبال سورینام نماینده سورینام در مسابقات بین‌المللی است.